# Lac Chisaca
Le lac Chisaca est un lac de barrage situé dans le District capital de Bogota, en Colombie.

## Géographie
Le lac Chisaca est situé à 20 km au sud de la ville de Bogota. Il fait partie, avec le lac La Regardera et le lac Los Tunjos, d'un système de trois barrages situés sur le cours du río Tunjuelito en amont de son entrée dans la ville de Bogotá.
Il a un volume de 6,7 millions de m3 pour une superficie de 0,55 km2.